# Leuchtturm Akra Konchi
Der Leuchtturm Akra Konchi (griechisch Φάρος Κόγχη Σαλαμίνας; auch Akra Kochi, Kap Konchi) steht auf der Halbinsel Konchi bei Peristeria im Südosten der Insel Salamis.
Die Station besteht aus einem quadratischen, einstöckigen Gebäude von etwa 6,50 m Seitenlänge. In der Mitte des Gebäudes erhebt sich der runde Leuchtturm. Vor Ort befindet sich auch noch das alte, nicht mehr funktionstüchtige Dalen-Sonnenventil.